# Calophya acutipennis
Calophya acutipennis är en insektsart som beskrevs av Leonard D. Tuthill 1964. Calophya acutipennis ingår i släktet Calophya och familjen Calophyidae.
Artens utbredningsområde är Peru. Inga underarter finns listade i Catalogue of Life.